# フェラン (フランドル伯)
フェルナンド・デ・ポルトゥガル（ポルトガル語：Infante Fernando de Portugal, 1188年3月24日 - 1233年7月27日）は、ポルトガルの王族（インファンテ）でフランドル伯（在位：1212年 - 1233年）。父はポルトガル王サンシュ1世、母はバルセロナ伯ラモン・バランゲー4世とアラゴン女王ペトロニーラの長女ドゥルセ。ポルトガル王アフォンソ2世は兄、デンマーク王ヴァルデマー2世の妃ベレンガリアは妹に当たる。フランス語でフェラン（Ferrand）とも呼ばれる。

## 生涯
1212年、フランドル女伯ジャンヌと結婚、共同統治者としてフランドルを統治した。しかし、フランス王フィリップ2世の息子のルイ王太子（のちのルイ8世、母イザベルがジャンヌの伯母）にフランドル南部の土地を奪われたため、イングランド王ジョンおよび神聖ローマ皇帝オットー4世と同盟を結んでフィリップ2世に対抗したが、1214年のブーヴィーヌの戦いで敗れて捕虜となり、1227年まで解放されなかった。これ以降、フランドルはフランス王家の影響下に置かれるようになった。
1233年、ノワイヨンで死去した。ジャンヌとの間に娘マリーしか生まれなかった。ジャンヌはフェランが死んだ後にサヴォイア伯トンマーゾ1世の息子トマと再婚したが、子供がなかったため、ジャンヌの死後は妹マルグリットが継承した。